# كريستا لانغ
كريستا لانغ (بالألمانية: Christa Lang)‏ هي كاتبة سيناريو وممثلة ألمانية، ولدت في 23 ديسمبر 1943 بفينتربرغ في ألمانيا.

## وصلات خارجية
- كريستا لانغ على موقع IMDb (الإنجليزية)
- كريستا لانغ على موقع الموسوعة البريطانية (الإنجليزية)
- كريستا لانغ على موقع قاعدة بيانات الفيلم (الإنجليزية)